# Classe Samara
Le unità appartenenti alla classe Samara (progetto 860 secondo la classificazione russa) sono piccole unità da sorveglianza dell'idrografia costiera, costruite in RPP, presso il cantiere navale di Danzica, per la marina militare sovietica.
La classificazione russa è in russo гидрографическое судно?, gidrografičeskoe sudno, "nave idrografica", abbreviato GS.

## Il servizio
Queste navi sono state progettate per svolgere compiti di sorveglianza dell'idrografia costiera (viste le loro ridotte dimensioni non sono infatti in grado di spingersi troppo  in mare aperto).
Oggi, di questa classe, probabilmente ne sopravvivono solo uno, il cui status operativo è piuttosto dubbio. È entrata in servizio nel 1965. Questa sono la Gigrometr (dati del 2023). Le altre unità risultano invece radiate.
- Azimut: entrata in servizio nel 1962 ed operò nella Flotta del Baltico, è stata radiata nel 1995.
- Gradus: entrata in servizio nel 1962 ed operò nella Flotta del Nord. Il suo stato attuale è sconosciuto.
- EVA-307 (ex Zenit fino al 1994): entrata in servizio nel 1963 ed operò nella Flotta del Baltico fino al 1994, e poi nell'Amministrazione marittima estone (in estone Veeteede Amet). Il suo stato attuale è sconosciuto.
- Gorizont (Moskovskij universitet nel 1979-1994): entrata in servizio nel 1963 ed operò nella Flotta del Mar Nero fino al 1979, e poi nell'Università statale di Mosca. Nel 1994 è stata trasferita all'impresa pubblica ucraina Distaccamento di navi da ricerca di Sebastopoli e poi all'Accademia statale dei trasporti acquatici di Kiev nel 2007. È stata demolita nel 2018.
- Michail Sotnikov (ex Jug): entrata in servizio nel 1963 ed operò nella Flottiglia del Caspio, è stata radiata nel 1998.
- Tura (ex Globus fino al 1978): entrata in servizio nel 1963 ed operò nella Flotta del Baltico e poi nella Flotta del Mar Nero, è stata radiata nel 1995.
- Vostok: entrata in servizio nel 1964 ed operò nella Flotta del Pacifico, è stata radiata nel 2001.
- Vertikal: entrata in servizio nel 1964 ed operò nella Flotta del Pacifico. Il suo stato attuale è sconosciuto.
- Kompas: entrata in servizio nel 1964 ed operò nella Flotta del Baltico, è stata radiata nel 1995.
- Deviator: entrata in servizio nel 1964 ed operò nella Flotta del Nord, è stata radiata nel 1995.
- Tropik: entrata in servizio nel 1964 ed operò nella Flotta del Baltico. Il suo stato attuale è sconosciuto.
- Glubomer: entrata in servizio nel 1965 ed operò nella Flotta del Pacifico, è andata perduta nell'incidente nel 2008.
- Gidrolog: entrata in servizio nel 1965 ed operò nella Flotta del Baltico. Il suo stato attuale è sconosciuto.
- Vajgač: entrata in servizio nel 1965 ed operò nella Flotta del Nord, è stata radiata nel 1995.
- Gigrometr: entrata in servizio nel 1965 ed operativa nella Flotta del Baltico.
- Pamjat' Merkurija: entrata in servizio nel 1965 ed operò nella Flotta del Mar Nero fino al 1995, e poi nella società mista ucraina Sata (in ucraino «Сата»?). È andata perduta nell'incidente nel 2001.